# Резня

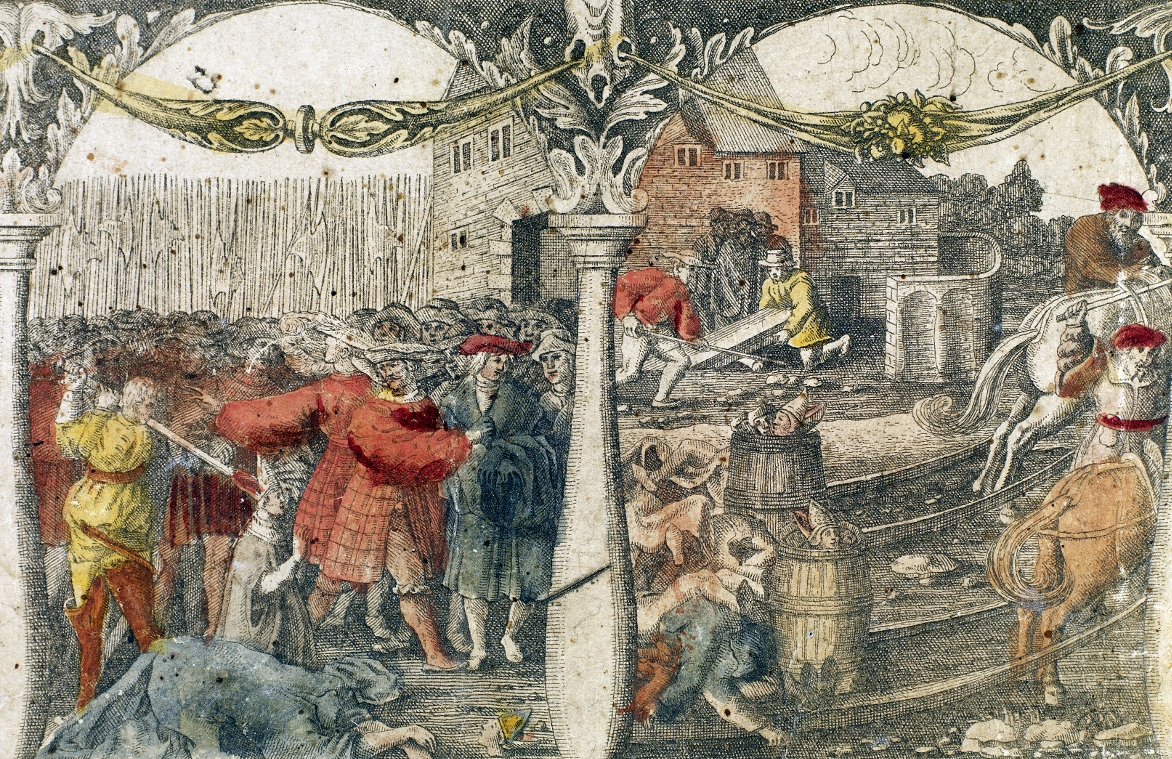
«Стокгольмская кровавая баня», Антверпен, 1524 год.

Резня, кровавая баня, бойня — термины с ярко выраженной негативной (осуждающей) коннотацией, которые используются для обозначения массового убийства относительно беззащитного населения по политическим мотивам.
Массовые кровопролития известны с глубокой древности (эфесская вечерня, избиение младенцев) и средневековья (резня латинов, сицилийская вечерня). Французский термин massacre (букв. «убой животных») получил широкое распространение в английском и других европейских языках для обозначения массового вырезания гугенотов в Варфоломеевскую ночь 1572 года. Данный термин является оценочным и эмоционально окрашенным; его употребление подчёркивает отсутствие валидного морального обоснования для казней.
Профессор Роберт Мелсон, рассматривая соотношение резни и геноцида применительно к истреблению армян турками в конце XIX века, подчёркивает, что термин «резня» или «бойня» подразумевает умышленное уничтожение значительного числа относительно беззащитных людей по политическим мотивам. При этом мотивы кровопролития не обязательно рациональны: напр., это может быть спонтанная реакция на лживые слухи и дезинформацию.
В новейшее время массовые насильственные действия, направленные против определённой религиозной или этнической группы, именуются также погромами. Умысел погромщиков, как правило, не конкретизирован и состоит в причинении жертвам всяческого ущерба — путём увечья, грабежа, уничтожения имущества, сексуального насилия и так далее.